# 오하시 아유루
오오하시 아유루(일본어: 大橋歩夕, 1984년 4월 28일 ~ )는 일본의 여자 성우이다. 도쿄도출신이다. 원래 이름은 나카이 에리카(일본어: 仲井絵里香)이며, 2009년 4월 1일을 기점으로 오오하시 아유루라는 이름으로 개명하였다. 토리토리 오피스 소속이다. 오오하시 아유루라는 이름은 친구들의 이름을 조금씩 따온 것이라고 한다.
대표작은 『스트라이크 위치스』의 에이라 일마타르 유틸라이넨 등이며, M's Kitchin이란 그룹에서 보컬로도 활동하였다.

## 출연작

### TV애니메이션
2005년
- 슈가슈가 룬(아나나)
- 해피 세븐~더 텔레비 만화(토쿠다 네네)

2007년
- 인조昆충 카부토 보그 V×V（아유미、茨城마리코）

2008년
- 스트라이크 위치즈 (에이라 일마타르 유틸라이넨)

2009년
- 사키-Saki- (사와무라 토모키)

2010년
- 스트라이크 위치즈2 (에이라 일마타르 유틸라이넨)

2011년
- 별하늘에 걸린 다리 (호시노 아유무)

### 웹 애니메이션
- 방과후의 플레이아데스 (아오이)

### 게임
2004년
- SUDEKI (에밀리 란킨)

2009년
- 스트라이크 위치즈 창공의 전격전~신대장 분투하다DS(에이라 일마타르 유틸라이넨)
- 스트라이크 위치즈 당신과 할 수 있는 일 a little peaceful day (에이라 일마타르 유틸라이넨)

2012년
- 달에 다가서는 소녀의 작법 (사쿠라코우지 루나)